# René Thomas (pilota)
René Thomas (Périgueux, 7 marzo 1886 – Colombes, 23 settembre 1975) è stato un aviatore e pilota automobilistico francese Tra i primi aviatori della storia, vinse nel 1914 a bordo di una Delage la 500 miglia di Indianapolis.

## Biografia

### Carriera

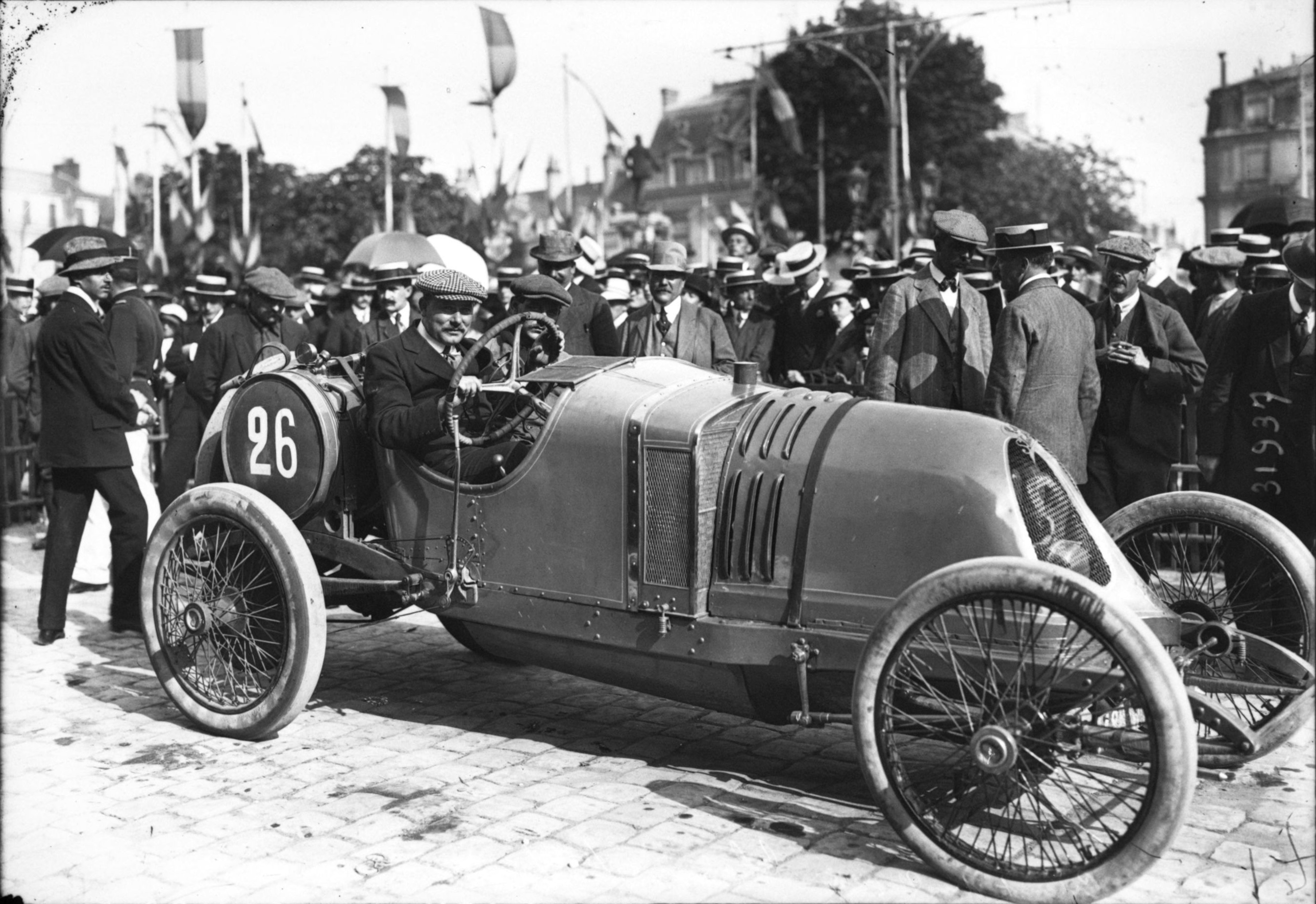
René Thomas al Grand Prix di Francia a Le Mans nel 1913

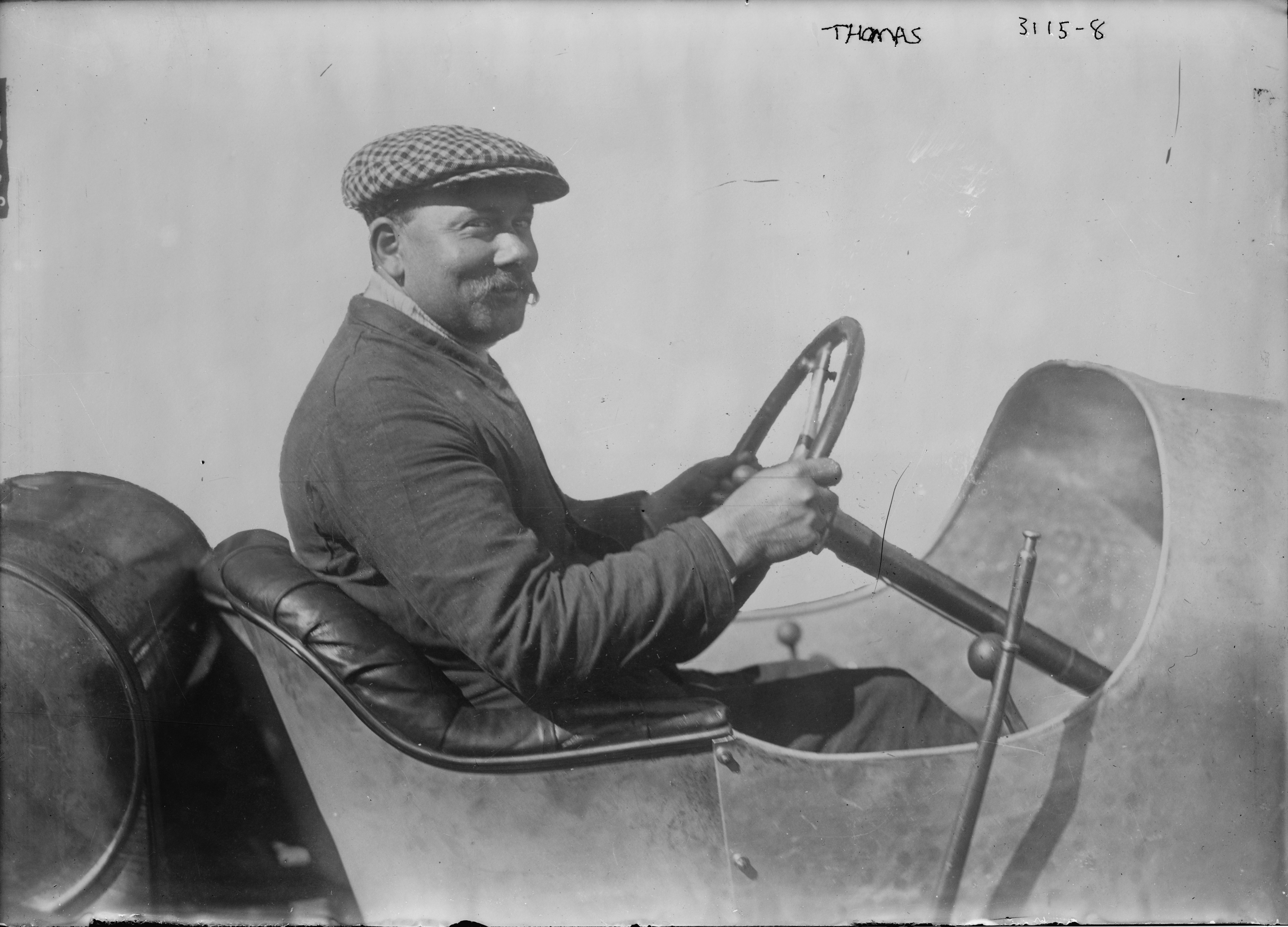
René Thomas alla 500 Miglia di Indianapolis 1914.

Dopo varie gare corse in Belgio e in Francia tra il 1912-1913, si recò negli Stati Uniti per gareggiare nella 500 miglia di Indianapolis in quattro occasioni, vincendo l'edizione 1914 a bordo di una Delage.
Gli fu concesso un permesso dall'esercito francese durante la prima guerra mondiale per poter continuare a gareggiare.
Il 6 luglio 1924 ad Arpajon, in Francia, Thomas stabilì il record mondiale di velocità quando portò una Delage a 230,64 km/h.
Il 28 maggio 1973, tornò a Indianapolis con la sua Delage effettuando una serie di giri di parata, sul sedile del passeggero, prima dell'inizio della 500 miglia di Indianapolis del 1973.
Morì il 23 settembre 1975 all'età di 89 anni.

### Aviazione

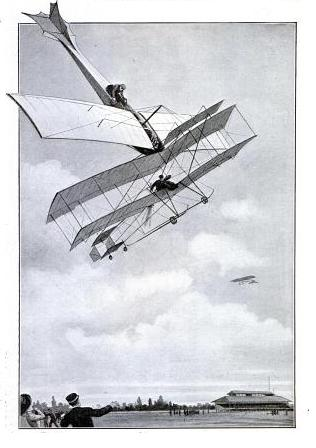
Disegno dell'incidente del 1910

A partire dal 1910 Thomas volò con gli aerei per la compagnia Antoinette.. A Milano, il 3 ottobre del 1910, Thomas fu coinvolto nella prima collisione in volo al mondo quando il suo monoplano Antoinette cadde sul biplano Farman dell'aviatore scozzese Bertram Dickson. Thomas fu leggermente ferito, ma Dickson subì gravi lesioni e morì successivamente nel 1913.

## Risultati

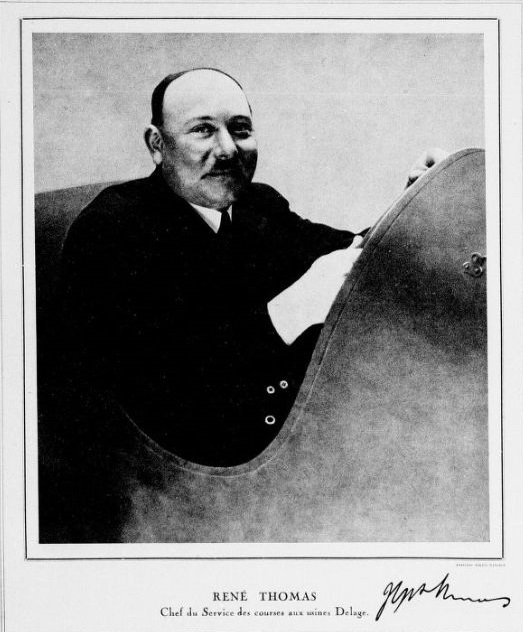
René Thomas nel 1924

### Gran Premi di automobilismo
| Anno | Squadra                       | Costruttore    | Vettura         | 1       | 2       | 3       | 4   |
| ---- | ----------------------------- | -------------- | --------------- | ------- | ------- | ------- | --- |
| 1912 | Automobiles et Cycles Peugeot | Lion-Peugeot   | Lion-Peugeot L3 | FRA Rit |         |         |     |
| 1913 | Automobiles Theo Schneider    | Theo Schneider | Theo Schneider  | FRA 9   |         |         |     |
| 1919 | Ernest Ballot                 | Ballot         | Ballot          | IND 11  |         |         |     |
| 1919 | Établissements Ballot         | Ballot         | Ballot 4.6      |         | ELG     | TGF Rit |     |
| 1920 | Ernest Ballot                 | Ballot         | Ballot          | IND 2   | MUG     | ELG     | TGF |
| 1921 | Sunbeam-Talbot-Darracq Motors | Talbot-Darraq  | Talbot-Darraq   | FRA Rit | ITA     |         |     |
| 1923 | Automobiles Delage            | Delage         | Delage 2LCV     | IND     | FRA Rit | ITA     |     |
| 1924 | Automobiles Delage            | Delage         | Delage 2LCV     | IND     | FRA 6   | ITA     |     |

### Campionato mondiale costruttori
| Anno | Squadra            | Costruttore | Vettura     | 1   | 2       | 3   | 4   |
| ---- | ------------------ | ----------- | ----------- | --- | ------- | --- | --- |
| 1925 | Automobiles Delage | Delage      | Delage 2LCV | IND | BEL Rit | FRA | ITA |

### Gare extra campionato
| Anno    | Vettura                        | 1       | 2       | 3     |
| ------- | ------------------------------ | ------- | ------- | ----- |
| 1912    | Lion-Peugeot                   | DIE Rit | LMS Rit | OST 1 |
| 1913    | Peugeot                        | IND 1   |         |       |
| 1914    | Delage                         | IND 1   |         |       |
| 1920    | Eric-Campbell Coventry Simplex | LMS 7   |         |       |
| 1921    | Sunbeam                        | IND 10  |         |       |
| 1921    | Talbot-Darraq                  |         | LMS 1   |       |
| 1924    | Delage                         | SEB Rit |         |       |
| 1925    | Delage                         | SEB 3   |         |       |
| 1926    | Delage                         | TGF Rit | CFL Rit |       |
| Legenda |                                |         |         |       |

### Targa Florio
| Anno    | Scuderia              | Costruttore | Vettura     | Numero | Categoria   | Classe | Co-Pilota | Giri | Risultato assoluto | Risultato di classe |
| ------- | --------------------- | ----------- | ----------- | ------ | ----------- | ------ | --------- | ---- | ------------------ | ------------------- |
| 1919    | Établissements Ballot | Ballot      | Ballot 4.6  | 7      | Categoria 5 | 1.1    |           | 3    | Rit                | Rit                 |
| 1926    | Automobiles Delage    | Delage      | Delage 2LCV | 14     | Categoria 3 | 2.0    |           | 3    | Rit                | Rit                 |
| Legenda |                       |             |             |        |             |        |           |      |                    |                     |

### AAA Championship Car
| Anno | Squadra                   | Telaio  | Motore  | 1   | 2      | 3      | 4       | 5   | 6   | 7   | 8   | 9   | 10  | 11  | 12      | 13  | 14  | 15  | 16  | 17  | 18  | 19  | 20  | 21  | Punti | Posizione |
| ---- | ------------------------- | ------- | ------- | --- | ------ | ------ | ------- | --- | --- | --- | --- | --- | --- | --- | ------- | --- | --- | --- | --- | --- | --- | --- | --- | --- | ----- | --------- |
| 1914 | Louis Delâge              | Delage  | Delage  | STM | STM    | INDY 1 | TAC     | TAC | SIO | GAV | GAV | GAV | ELG | ELG | KAL     | GAL | STP | COR |     |     |     |     |     |     | 1000  | 3º        |
| 1919 | Ernest Ballot             | Ballot  | Ballot  | STM | LAS    | UNI    | INDY 11 | SHE | SHE | SHE | SHE | TAC | TAC | TAC | SHE     | UNI | UNI | UNI | UNI | UNI | ELG | UNI | SHE | CIN | 0     | -         |
| 1920 | Ernest Ballot             | Ballot  | Ballot  | BEV | INDY 2 | TAC    | ELG     | BEV |     |     |     |     |     |     |         |     |     |     |     |     |     |     |     |     | 520   | 6º        |
| 1921 | Sunbeam Motor Car Company | Sunbeam | Sunbeam | BEV | BEV    | BEV    | BEV     | BEV | BEV | BEV | BEV | BEV | BEV | FRE | INDY 10 | UNI | TAC | STR | UNI | FRE | STR | BEV | SFR |     | 0     | -         |

### 500 Miglia di Indianapolis
| Anno   | N° auto | Partito | Media qualifica | Finito | Giri | Giri in testa | Causa ritiro |
| ------ | ------- | ------- | --------------- | ------ | ---- | ------------- | ------------ |
| 1914   | 16      | 15º     | 94 540          | 1º     | 200  | 102           | /            |
| 1919   | 31      | 1º      | 104 700         | 11º    | 200  | 0             | /            |
| 1920   | 25      | 18º     | 93 950          | 2º     | 200  | 12            | /            |
| 1921   | 15      | 17º     | 83 750          | 10º    | 144  | 0             | /            |
| Totale | Totale  | Totale  | Totale          | Totale | 744  | 114           |              |